# Conus crocatus
Espèce
Statut de conservation UICN

 LC  : Préoccupation mineure
Conus crocatus est une espèce de mollusques gastéropodes marins de la famille des Conidae.
Comme toutes les espèces du genre Conus, ces escargots sont prédateurs et venimeux. Ils sont capables de « piquer » les humains et doivent donc être manipulés avec précaution, voire pas du tout.

## Description
La taille de la coquille varie entre 21 mm et 82 mm.

## Distribution
Cette espèce marine est présente dans le Pacifique occidental ; au large de la Thaïlande occidentale ; dans l'océan Indien, au large de Madagascar et de Maurice.

### Niveau de risque d’extinction de l’espèce
Selon l'analyse de l'UICN réalisée en 2011 pour la définition du niveau de risque d'extinction, cette espèce se trouve du Japon aux îles Marshall, du Mozambique à Madagascar, aux Seychelles, aux Mascareignes, à Samoa, en Papouasie-Nouvelle-Guinée, en Nouvelle-Calédonie, dans les îles Salomon et le long de la côte ouest de la Thaïlande et de la côte est du Queensland en Australie. Il s'agit d'une espèce à large aire de répartition et elle est localement abondante. Il n'y a pas de menaces majeures connues, elle est donc classée dans la catégorie préoccupation mineure.

## Taxonomie

### Publication originale
L'espèce Conus crocatus a été décrite pour la première fois en 1810 par le naturaliste français Jean-Baptiste Lamarck (1744-1829) dans la publication intitulée « Annales du Muséum d'Histoire Naturelle »,.

### Synonymes
- Conus (Darioconus) crocatus Lamarck, 1810 · appellation alternative
- Conus crocatus magister Doiteau, 1981 · non accepté
- Darioconus crocatus (Lamarck, 1810) · non accepté
- Darioconus crocatus crocatus (Lamarck, 1810) · non accepté

### Sous-espèces
- Conus crocatus crocatus Lamarck, 1810
- Conus crocatus pseudomagister (Allary & T. Cossignani, 2016)
- Conus crocatus magister Doiteau, 1981, accepté en tant que Conus crocatus Lamarck, 1810
- Conus crocatus thailandis da Motta, 1978, accepté en tant que Conus thailandis da Motta, 1978

## Identifiants taxonomiques
Chaque taxon catalogué par les bases de données biologiques et taxonomiques possède un identifiant qui permet d'établir un point de référence. Les identifiants de Conus crocatus dans les principales bases sont les suivants :
BOLD : 200094 - CoL : 5ZXP2 - GBIF : 5857089 - iNaturalist : 431925 - IRMNG : 11812024 - NCBI : 590209 - TAXREF : 91981 - UICN : 192729 - WoRMS : 426467